# Hunt Communities USTA Women's Pro Tennis Classic
L'Hunt Communities USTA Women's Pro Tennis Classic è stato un torneo professionistico femminile di tennis giocato sul cemento, che faceva parte dell'ITF Women's Circuit. Si giocava annualmente al Tennis West Sports & Racquet Club di El Paso negli USA.

## Albo d'oro

### Singolare
| Anno | Campionessa         | Finalista          | Punteggio           |
| ---- | ------------------- | ------------------ | ------------------- |
| 2013 | Sanaz Marand        | Naomi Ōsaka        | 6–4, 6–4            |
| 2012 | Marie-Ève Pelletier | Ashley Weinhold    | 7–5, 6–4            |
| 2011 | Chichi Scholl       | Petra Rampre       | 7–5, 7–5            |
| 2010 | Coco Vandeweghe     | Ryoko Fuda         | 6–2, 6–1            |
| 2009 | Valérie Tétreault   | Mashona Washington | 6–4, 6–3            |
| 2008 | Anna Tatišvili      | Lauren Albanese    | 6–4, 6–3            |
| 2007 | Gabriela Paz        | Helena Besovic     | 6–3, 6–0            |
| 2006 | Nina Pantic         | Yasmin Clarke      | 6–4, 7–5            |
| 2005 | Anda Perianu        | Raquel Kops-Jones  | 3–6, 7–6(2), 6–2    |
| 2004 | Cindy Watson        | Angela Haynes      | 6–3, 7–6(3)         |
| 2003 | Milangela Morales   | Angela Haynes      | 3–6, 7–6(3), 7–6(4) |
| 2002 | Joanne Moore        | Michelle Dasso     | 3–6, 6–1, 6–4       |
| 2001 | Teryn Ashley        | Alison Nash        | 6–1, 6–1            |
| 2000 | Erin Burdette       | Leanne Baker       | 6–1, 6–3            |
| 1999 | Sara Walker         | Manisha Malhotra   | 6–1, 7–6            |
| 1998 | Elena Bovina        | Diana Ospina       | 3–6, 7–6, 7–6       |

### Doppio
| Anno        | Campionesse                            | Finaliste                                     | Punteggio           |
| ----------- | -------------------------------------- | --------------------------------------------- | ------------------- |
| 2013        | Chichi Scholl Al'ona Sotnikova         | Amanda Fink Yasmin Schnack                    | 7–5, 4–6, [10–8]    |
| 2012        | Sanaz Marand Ashley Weinhold           | Fatma Al Nabhani Maria-Fernanda Alvarez-Teran | 6–4, 6–3            |
| 2011        | Chichi Scholl Al'ona Sotnikova         | Amanda Fink Yasmin Schnack                    | 7–5, 4–6, [10–8]    |
| 2010        | Sanaz Marand Angela Haynes             | Ahsha Rolle Ashley Weinhold                   | 6–3, 6(5)–7, [10–7] |
| 2009        | Christina Fusano Shikha Uberoi         | Maria-Fernanda Alves Tetiana Luzhanska        | 6–3, 7–5            |
| 2008        | Lauren Albanese Surina De Beer         | Lindsay Lee-Waters Ashley Weinhold            | 6–3, 6–3            |
| ↑ ITF 25K ↑ |                                        |                                               |                     |
| 2007        | Helena Besovic Nina Munch-Soegaard     | Ashlee Brown Sabrina Capannolo                | 5–7, 6–3, 7–6(1)    |
| 2006        | Christina Fusano Beau Jones            | Amanda Craddock Colleen Rielley               | 3–6, 6–1, 6–2       |
| 2005        | Beau Jones Anda Perianu                | Krista Damico Cristina Moros                  | 7–5, 6–3            |
| 2004        | Beau Jones Anne Mall                   | Ahsha Rolle Tiya Rolle                        | 6–1, 7–5            |
| 2003        | Melisa Arevalo Melissa Torres-Sandoval | Anne Yelsey Riza Zalameda                     | 4–6, 6–2, 6–2       |
| 2002        | Beau Jones Kristina Kraszewski         | Maria-FernandaAlves Erika Clarke-Magana       | 6–3, 6–4            |
| 2001        | Jacqueline Trail Alienor Tricerri      | Natalia Dziamidzenka Alejandra Rivero         | 6–2, 6–0            |
| 2000        | Leanne Baker Manisha Malhotra          | Dianne Matias Kristen Schlukebir              | 6–1, 6–1            |
| 1999        | Kim Grant Sara Walker                  | Petra Rampre Tomoe Hotta                      | 1–6, 6–3, 6–1       |
| 1998        | Keiko Ishida Keiko Nagatomi            | Keiko Tameishi Lara Van Rooyen                | 7–5, 6–1            |
| ↑ ITF 10K ↑ |                                        |                                               |                     |